# 可憐 (AV女優)
可憐（かれん、1981年6月21日 - ）は日本の元AV女優。趣味、特技は作詞・作曲。

## 略歴
東京都出身。2001年、『素人モード Vol.2』でAVデビュー。

## 作品

### アダルトビデオ
- 素人モード Vol.2（2001年9月14日、KUKI）
- 可憐な●精 1（2001年11月20日、アイルビークリエイト）
- ドリーム学園4 前編（2001年12月1日、MOODYZ）共演:泉星香、小泉麻由、水野礼子、池野瞳、宝生奈々、藤谷牡丹
- やっぱりザーメンが好き 三姉妹（2001年12月7日、SODクリエイト）共演:桜田由加里、七瀬ななみ
- ドリーム学園4 後編（2002年1月1日、MOODYZ）共演:小泉麻由、水野礼子、泉星香、池野瞳、宝生奈々、藤谷牡丹
- イジメられっ子（2002年1月18日、ワイルドサイド）
- コススペレズ（2002年2月1日、MOODYZ）共演:京野真里奈
- 美少女監禁（2002年3月1日、MOODYZ）
- 聖乱美少女カレン（2002年3月26日、タカラ映像）
- お嬢様のうんち 7（2002年3月27日、月光）
- アナル拷問 4（2002年4月9日、ディープス）
- 臭っさ～いの好き 可憐（2002年4月24日、アロマ企画）共演:斉藤知華、倉本安奈、ナンシー
- 女子校生猥褻美少女 PART.6（2002年4月26日、月光）他出演:笠木忍
- 少女猥褻（2002年5月2日、アイルビークリエイト）他出演:佐伯美奈代、茅ヶ崎祐
- 可憐の変態コスプレランド（2002年5月24日、VIP）
- ドリーム学園 5（2002年6月1日、MOODYZ）共演:及川奈央、遊佐七海、安西ゆみこ、藤本ゆい、京野真里奈、泉星香
- 小便ぶっかけ（2002年9月22日、IYZ）
- 中出し最強20連発（2002年9月22日、淫乱映像）